# ユー・ネヴァー・キャン・テル
「ユー・ネヴァー・キャン・テル」（You Never Can Tell）は、チャック・ベリーが1964年に発表した楽曲。

## 概要
1959年12月、ベリーはメキシコで出会った14歳のウェイトレスを連れ回し売春を強要した容疑で、マン法（Mann Act）に違反したとして逮捕され、1962年2月から1963年10月まで刑務所に服役した。「ユー・ネヴァー・キャン・テル」はベリーが刑務所にいたときに書かれた作品である。
1964年7月、シングルA面として発表。ビルボード・Hot 100で14位、イギリスで23位、カナダで11位を記録した。同年11月発売のアルバム『St. Louis to Liverpool』に収録された。
映画『パルプ・フィクション』（1994年）の「ツイスト・コンテスト」の場面で使用されたことで、より広く知られるようになった。本作品にあわせて踊ったのはユマ・サーマンとジョン・トラボルタ。

## カバー・バージョン
- ロニー・レイン - 1975年のアルバム『Ronnie Lane's Slim Chance』に収録。
- ジョン・プライン - 1975年のアルバム『Common Sense』に収録。
- ロギンス&メッシーナ - 1975年のアルバム『So Fine』に収録。
- ニュー・ライダーズ・オブ・パープル・セージ - 1976年のアルバム『New Riders』に収録。
- エミルー・ハリス - 1977年のシングル。ビルボード・カントリー・チャートで6位を記録。
- イアン・A・アンダーソン & マイク・クーパー - 1984年のアルバム『The Continuous Preaching Blues』に収録。
- アーロン・ネヴィル - 1993年のアルバム『The Grand Tour』に収録。
- ボブ・シーガー - 1994年のコンピレーション・アルバム『Greatest Hits』に収録。
- ステイタス・クォー - 1996年のアルバム『Don't Stop』に収録。